# 桃園台啤永豐雲豹
桃園台啤永豐雲豹（英語：Taoyuan Taiwan Beer Leopards）為臺灣職業籃球隊，以桃園市作為球隊所在地，並以會員身份參與台灣職業籃球大聯盟賽事，球隊主場館為桃園市立綜合體育館。
雲豹成立於2021年，在2021-22賽季成為T1聯盟創始球隊，並在第三個賽季獲得T1聯盟年度總冠軍，2024-25賽季成為台灣職業籃球大聯盟創始球隊。

## 歷史

### 2021年
2021年8月6日，T1聯盟宣佈首賽季新增桃園雲豹和臺南球隊，由康小玲擔任桃園雲豹領隊。8月20日，桃園雲豹宣佈王志群出任總教練。9月3日，桃園雲豹宣佈蘇翊傑出任總經理。9月10日，「雲諾運動文教股份有限公司」核准設立，董事長為劉晉良。9月17日，桃園雲豹公佈球隊Logo。10月5日，桃園雲豹公佈球隊新版Logo。10月22日，桃園雲豹宣佈由韓逸平出任首席助理教練、林裕書擔任助理教練，球探顧問由劉嘉發與朱國龍出任，由蘇柏文擔任醫療顧問，防護師由周岳璋擔任，數據分析師為郭衍恩。11月5日，桃園雲豹宣佈由小春出任創意總監。11月8日，桃園雲豹啦啦隊「電豹女」舉行開訓日。11月10日，桃園雲豹舉行成軍記者會，並與桃園市政府合作冠名。

### 2022年
2022年4月10日，桃園雲豹宣布總教練王志群自請離職，職務由總經理蘇翊傑代理至賽季結束，原球探顧問劉嘉發轉任技術顧問。5月16日，桃園雲豹宣布技術顧問劉嘉發接任總教練。5月18日，桃園雲豹確定以例行賽排名第五晉級季後挑戰賽。5月22日，桃園雲豹在季後挑戰賽以110比128輸給台灣啤酒英熊，無緣晉級四強賽；下賽季確定由劉嘉發續任總教練。10月5日，桃園雲豹宣佈維達斯（Jimmy Vidas）擔任體適能訓練教練，威廉斯（Akeem Williams）出任助理教練。11月2日，桃園雲豹接受永豐銀行冠名贊助，更名為「桃園永豐雲豹」。12月19日，總經理蘇翊傑宣布請辭總經理職位。12月21日，桃園永豐雲豹宣布由執行長張建偉暫代總經理職位。

### 2023年
2023年3月24日，桃園永豐雲豹宣佈由貝奈特（John Bennett）接任總教練，並由麥卡洛克（David McCulloch）擔任助理教練，原總教練劉嘉發則轉任球員發展兼技術顧問。4月9日，桃園永豐雲豹確定例行賽排名第六名，無緣季後賽。7月4日，桃園永豐雲豹與台灣啤酒籃球協會結盟合作，更名為「台啤雲豹」，台啤雲豹擁有台灣啤酒籃球協會所屬球員的調度權，由丁彥哲出任領隊。7月5日，台啤雲豹宣佈由顏行書出任球隊營運長。8月14日，台啤雲豹宣佈由歐森（Michael Olson）擔任總教練。8月31日，台啤雲豹宣佈由周俊三出任球團顧問。10月23日，台啤雲豹正式冠名永豐銀行更名為「台啤永豐雲豹」。

### 2024年
2024年1月13日，台啤永豐雲豹宣佈與總教練歐森（Michael Olson）終止合作關係，並由球團顧問周俊三暫代總教練一職。2月15日，台啤永豐雲豹宣佈由加拿大籍助理教練查爾斯（Charles Dubé-Brais）接任總教練。4月27日，台啤永豐雲豹確定拿下例行賽第二名，以第二種子晉級季後賽。5月10日，台啤永豐雲豹在四強賽以3比0擊敗高雄全家海神，挺進總冠軍賽。6月1日，台啤永豐雲豹在總冠軍賽以4比0擊敗臺北戰神，奪得2023-24賽季年度總冠軍。6月4日，永豐銀行宣布冠名贊助再延長1年。7月9日，桃園台啤永豐雲豹與台灣職業籃球大聯盟（TPBL）其他六支球隊發表聯合聲明。9月2日，桃園台啤永豐雲豹宣布與總教練查爾斯和助理教練多塞德（Jeffrey Dosado）完成續約。

### 2025年
2025年5月18日，桃園台啤永豐雲豹確定拿下例行賽第五名、晉級季後挑戰賽。5月25日，桃園台啤永豐雲豹在季後挑戰賽以1比2不敵臺北台新戰神，無緣晉級四強賽。7月6日，桃園台啤永豐雲豹宣布林冠均擔任首席助理教練。7月22日，桃園台啤永豐雲豹宣布總教練查爾斯（Charles Dubé-Brais）卸下職務，同日宣布由羅德爾（Henrik Rödl）擔任總教練。8月1日，桃園台啤永豐雲豹宣布與助理教練普萊特（Vincent Plante）完成續約，並兼任球員發展總監。

## 歷年戰績
以下列出球隊過去在T1聯盟與台灣職業籃球大聯盟的戰績。
| 聯盟總冠軍 | 晉級季後賽 |

| 賽季    | 聯盟 | 例行賽 | 例行賽 | 例行賽 | 例行賽 | 例行賽 | 季後賽                                                        |
| 賽季    | 聯盟 | 名次   | 已賽   | 勝場   | 敗場   | 勝率   | 季後賽                                                        |
| ------- | ---- | ------ | ------ | ------ | ------ | ------ | ------------------------------------------------------------- |
| 2021-22 | T1   | 5 / 6  | 30     | 8      | 22     | .267   | 落敗 季後挑戰賽（台灣啤酒英熊）0比2                           |
| 2022-23 | T1   | 6 / 6  | 30     | 6      | 24     | .200   |                                                               |
| 2023-24 | T1   | 2 / 5  | 28     | 18     | 10     | .643   | 獲勝 四強賽（高雄全家海神）3比0 獲勝 總冠軍賽（臺北戰神）4比0 |
| 2024-25 | TPBL | 5 / 7  | 36     | 16     | 20     | .444   | 落敗 季後挑戰賽（臺北台新戰神）1比2                           |

## 主場館
2021-22賽季使用中原大學體育館作為球隊主場。2022年4月23日至24日兩場主場賽事在臺北和平籃球館舉辦。2022年5月18日至20日三場主場賽事則改在桃園市立綜合體育館舉行。2022-23賽季改使用國立體育大學綜合體育館作為球隊主場。2023-24賽季改使用桃園市立綜合體育館作為球隊主場館。

## 外部連結
- 官方网站
- 桃園台啤永豐雲豹的Facebook專頁
- 桃園台啤永豐雲豹的Instagram帳戶
- 桃園台啤永豐雲豹的Threads
- YouTube上的桃園台啤永豐雲豹頻道